# Stadtbefestigung Abensberg

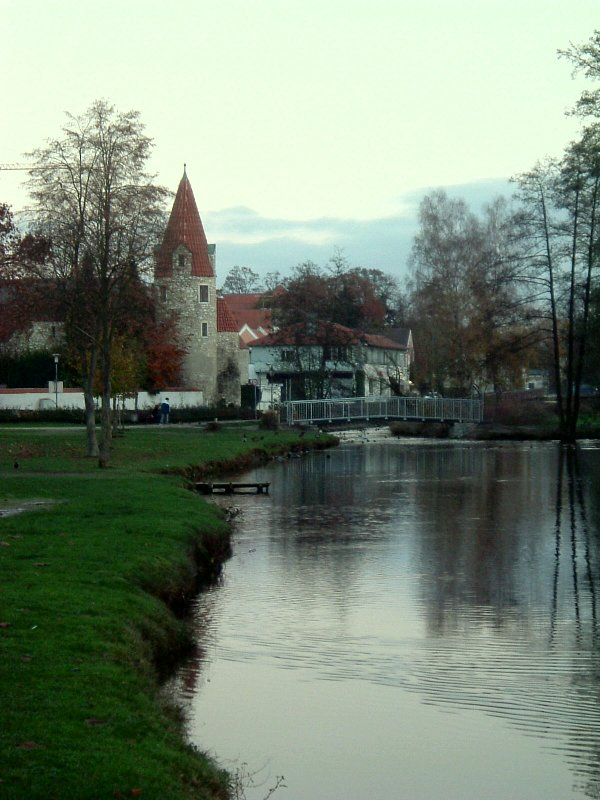
Stadtmauer mit Maderturm und dem Fluss Abens

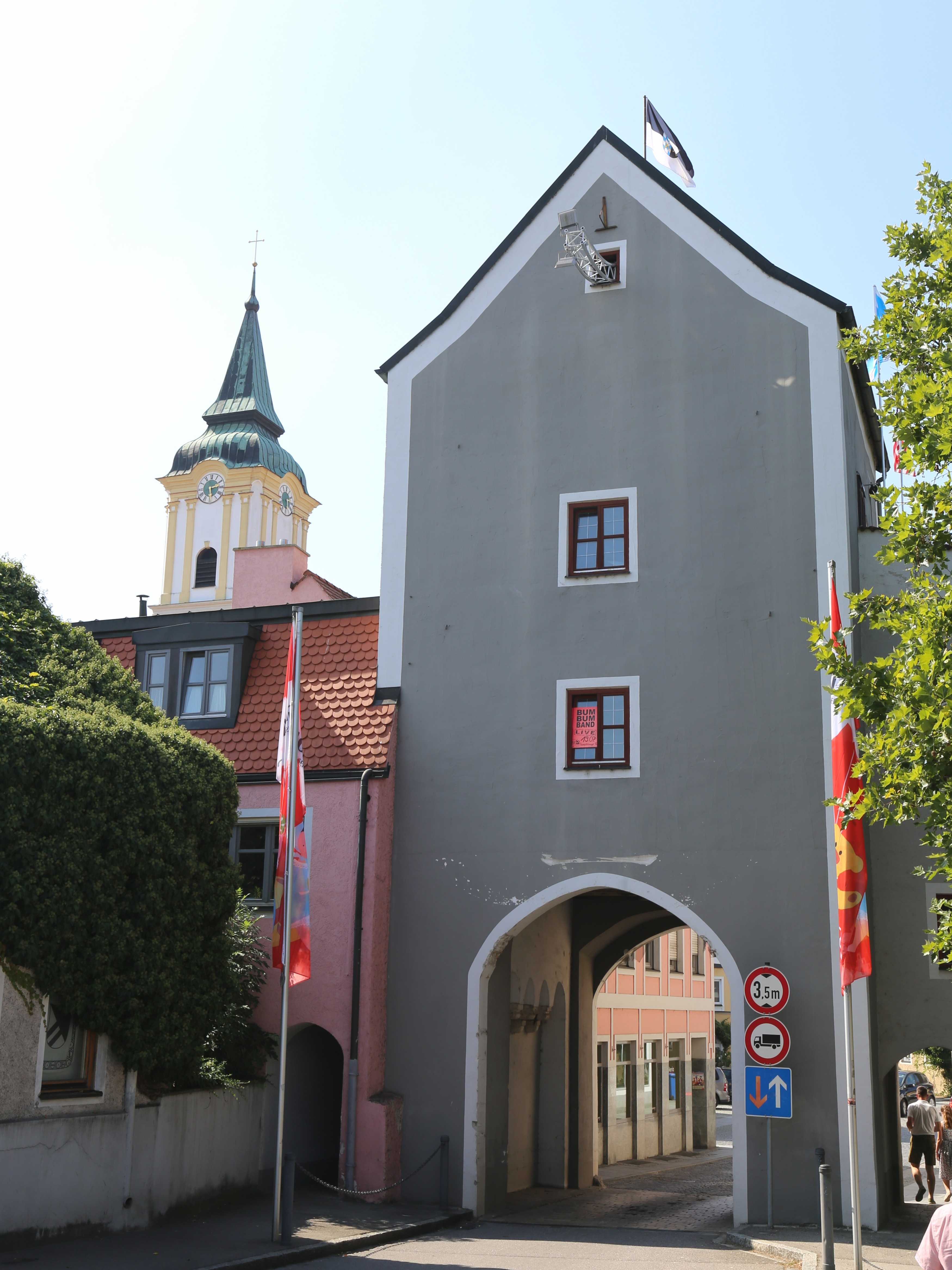
Regensburger Tor (Feldseite)

Die Stadtbefestigung in Abensberg, einer Stadt im niederbayerischen Landkreis Kelheim, wurde ab der zweiten Hälfte des 13. Jahrhunderts errichtet. Die Reste der ehemaligen Stadtbefestigung sind als Baudenkmal geschützt.

## Beschreibung
Die Anlage der Ringmauer erfolgte in der zweiten Hälfte des 14. Jahrhunderts. Angeblich soll die Stadtbefestigung 32 runde und acht eckige Türme besessen haben. Die Stadtbefestigung war verbunden mit der Burgbefestigung in der Südostecke der Stadt, wo die Außenbefestigungsmauern und Flankierungstürme auf das 13. Jahrhundert zurückgehen. Der Stadtbefestigung sind künstliche Graben- bzw. Weiheranlagen vorgelagert bzw. der Fluss Abens wurde an der Südseite genutzt. An der Ostseite steht das Regensburger Tor, das als einziges von ursprünglich drei Stadttoren noch erhalten ist. Das im Nordwesten gelegene Aunkofener Tor wurde 1879 abgebrochen, das Abenstor im Süden 1901.

## Reste der Stadtbefestigung
Siehe auch: Liste der Baudenkmäler in Abensberg
- Am Stadtgraben 8: Reste der Stadtmauer und von Befestigungs-, meist Schalentürmen, 13./14. Jahrhundert
- Aventinusplatz 6: Rest der Stadtmauer, zum Teil verbaut, mit wiederaufgebautem Rundturm, 13./14. Jahrhundert
- Baderstraße 2 bis 10: Teile der Stadtmauer und von drei Befestigungstürmen
- Baderstraße 12: Restliche Teile der Stadtmauer
- Baderstraße 14: Restliche Teile der Stadtmauer
- Graf-Niclas-Straße 1: Teile der Stadtmauer und Rest eines Befestigungsturms
- Mahlergasse 7: Rest der Stadtmauer
- Theoderichstraße 7: Rest der Stadtmauer und Rest eines Schalenturms
- Von-Hazzi-Straße 2 bis 36 (gerade Nummern): Reste der Stadtmauer und Reste von Schalentürmen
- Weinbergerstraße 14a: Regensburger Tor

## Fotos der Stadtbefestigung
Im Osten beginnend, gegen den Uhrzeigersinn:

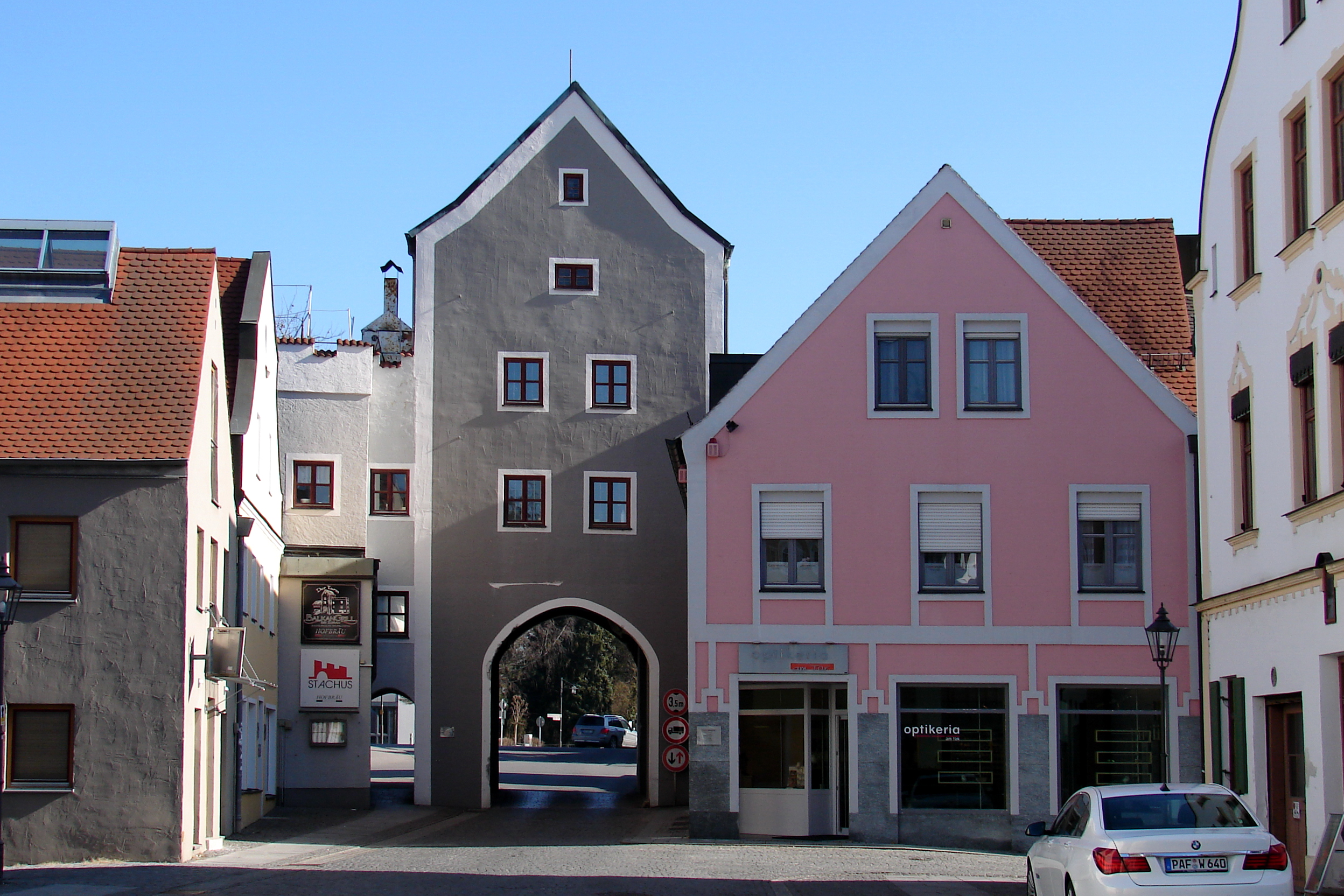
Regensburger Tor (Stadtseite)
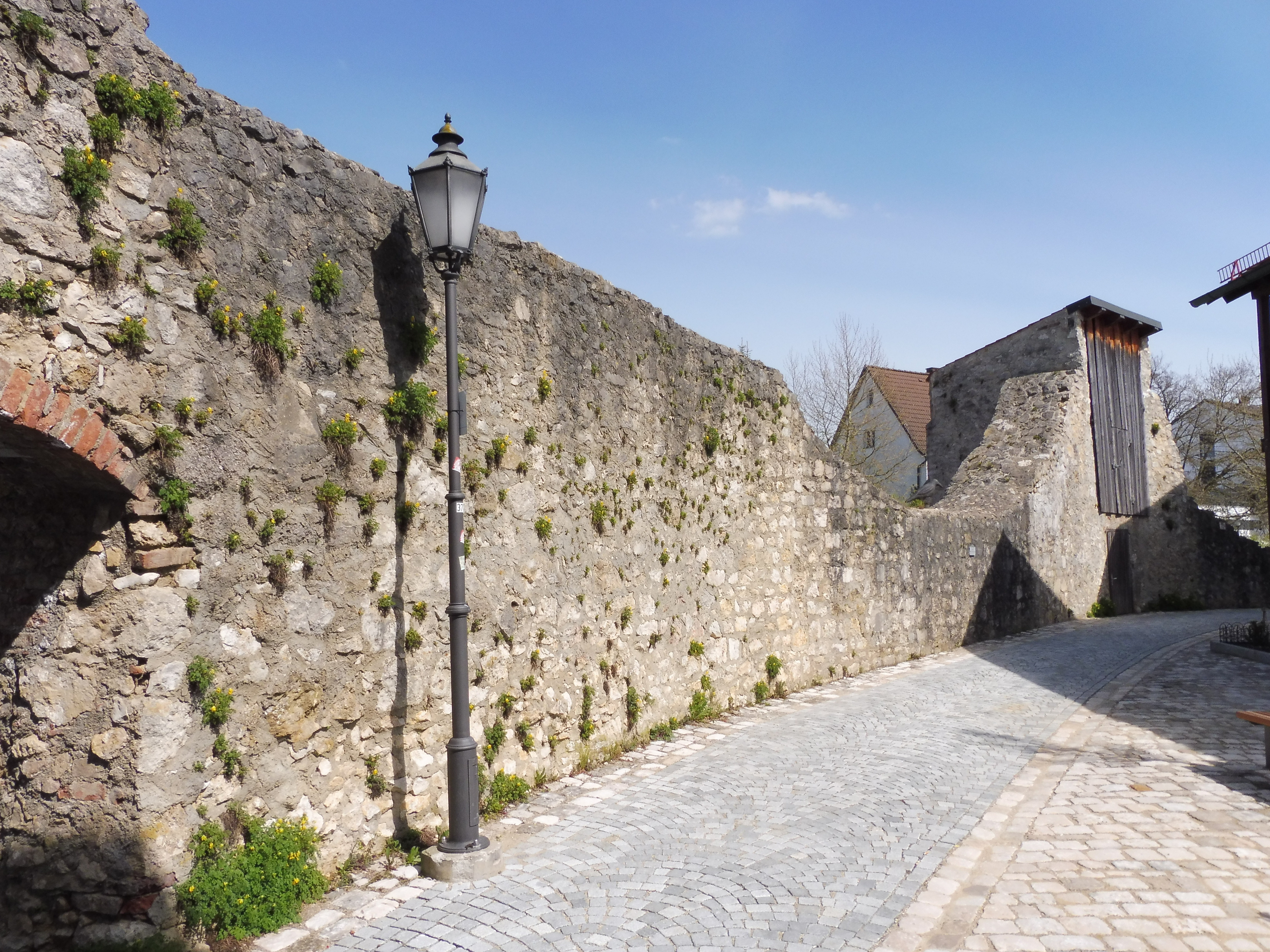
Stadtmauer Höhe Mahlergasse.jpg
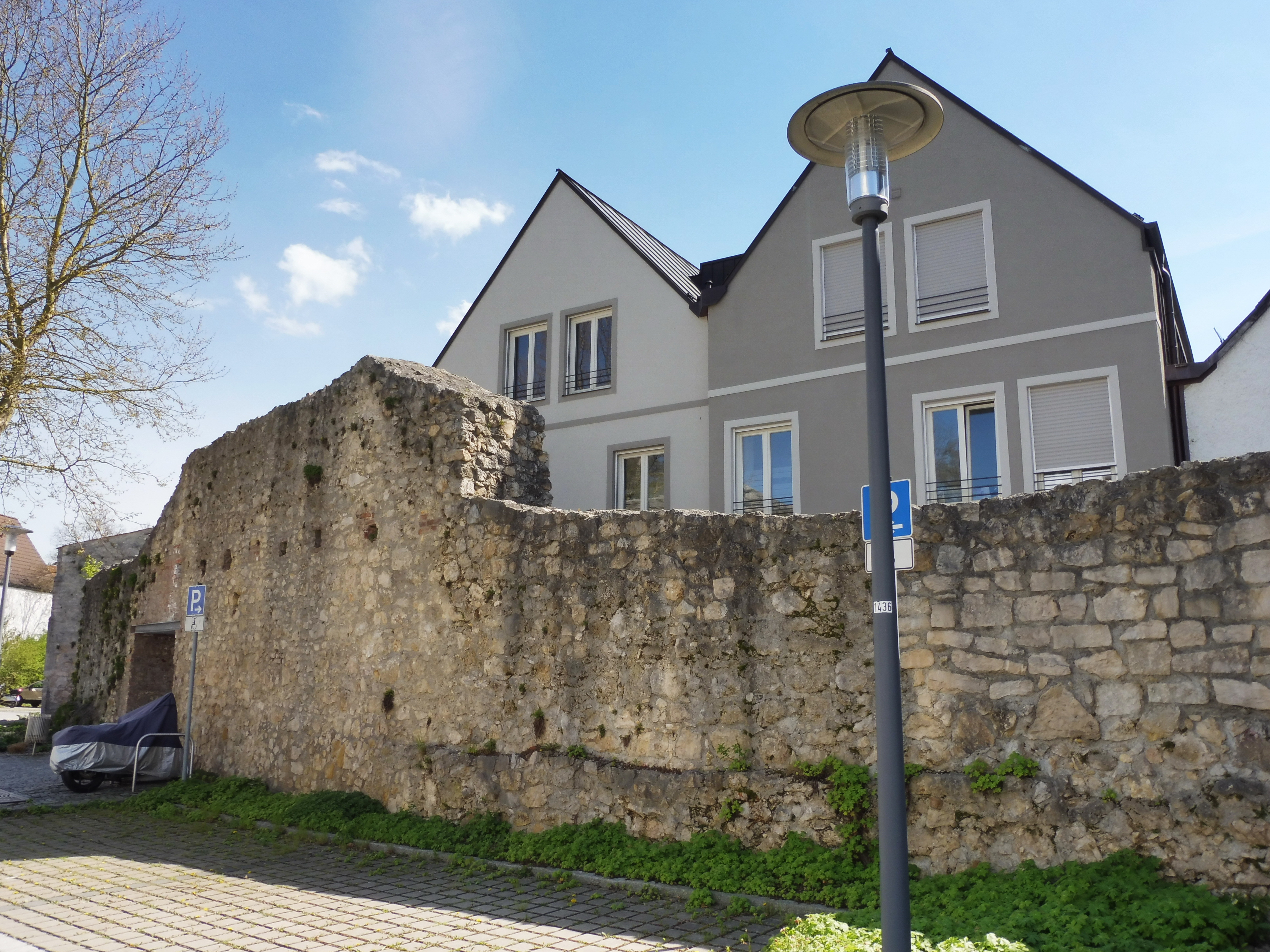
Stadtmauer am Zöttl-Parkplatz
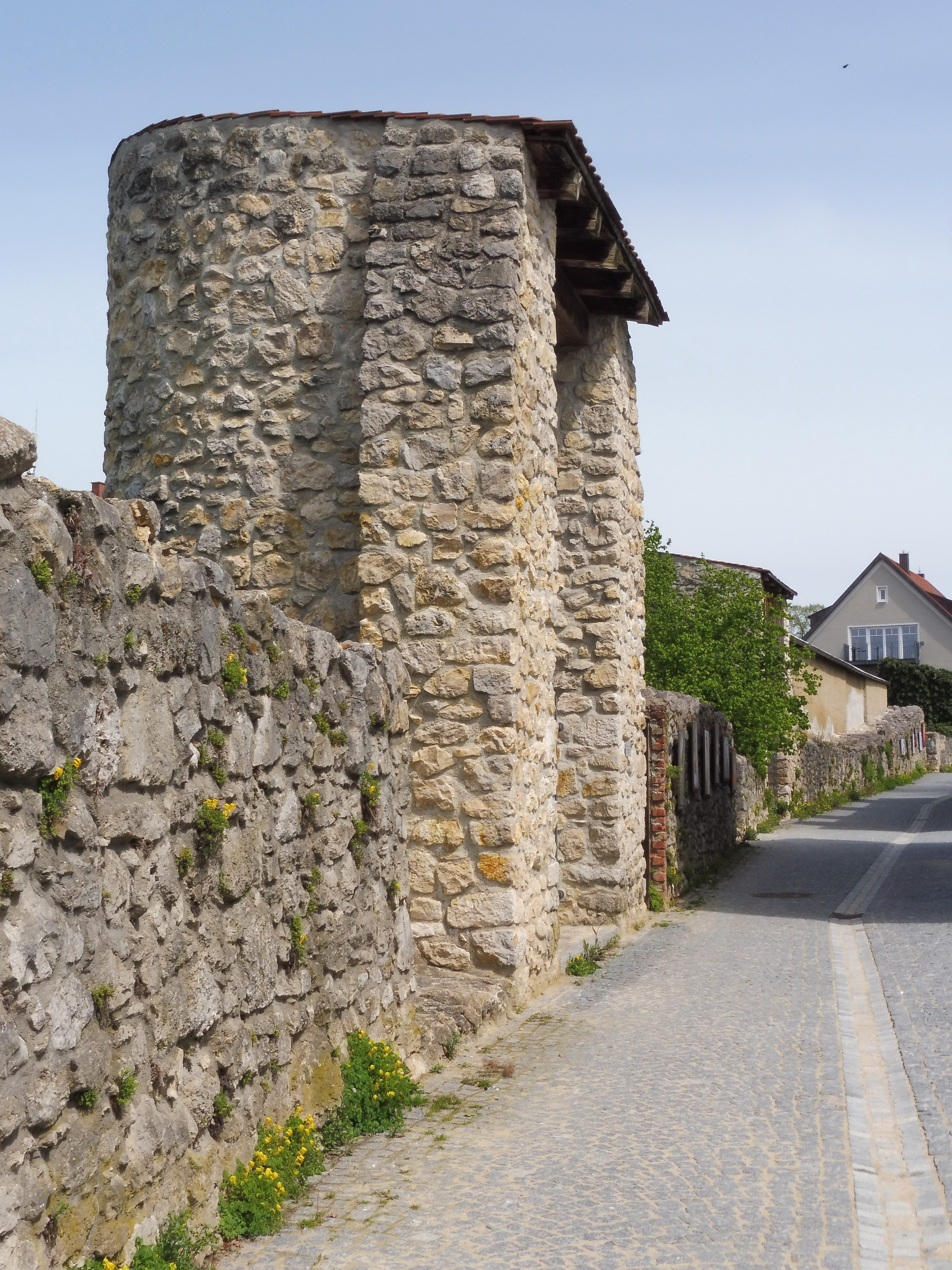
Am Stadtgraben, Höhe Hausnummer 11
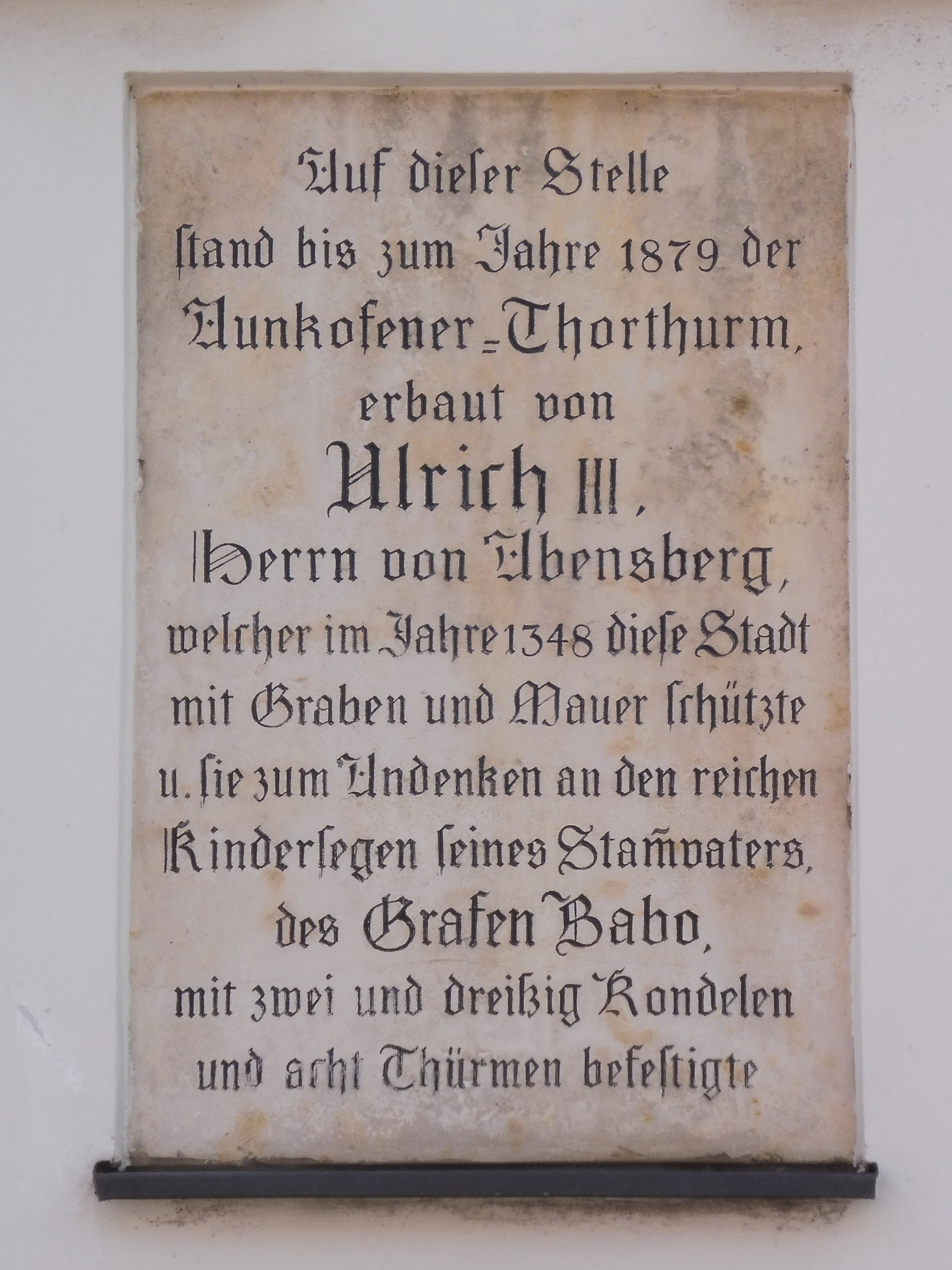
Gedenktafel für das abgerissene Aunkofener Tor, Von-Hazzi-Str. 2
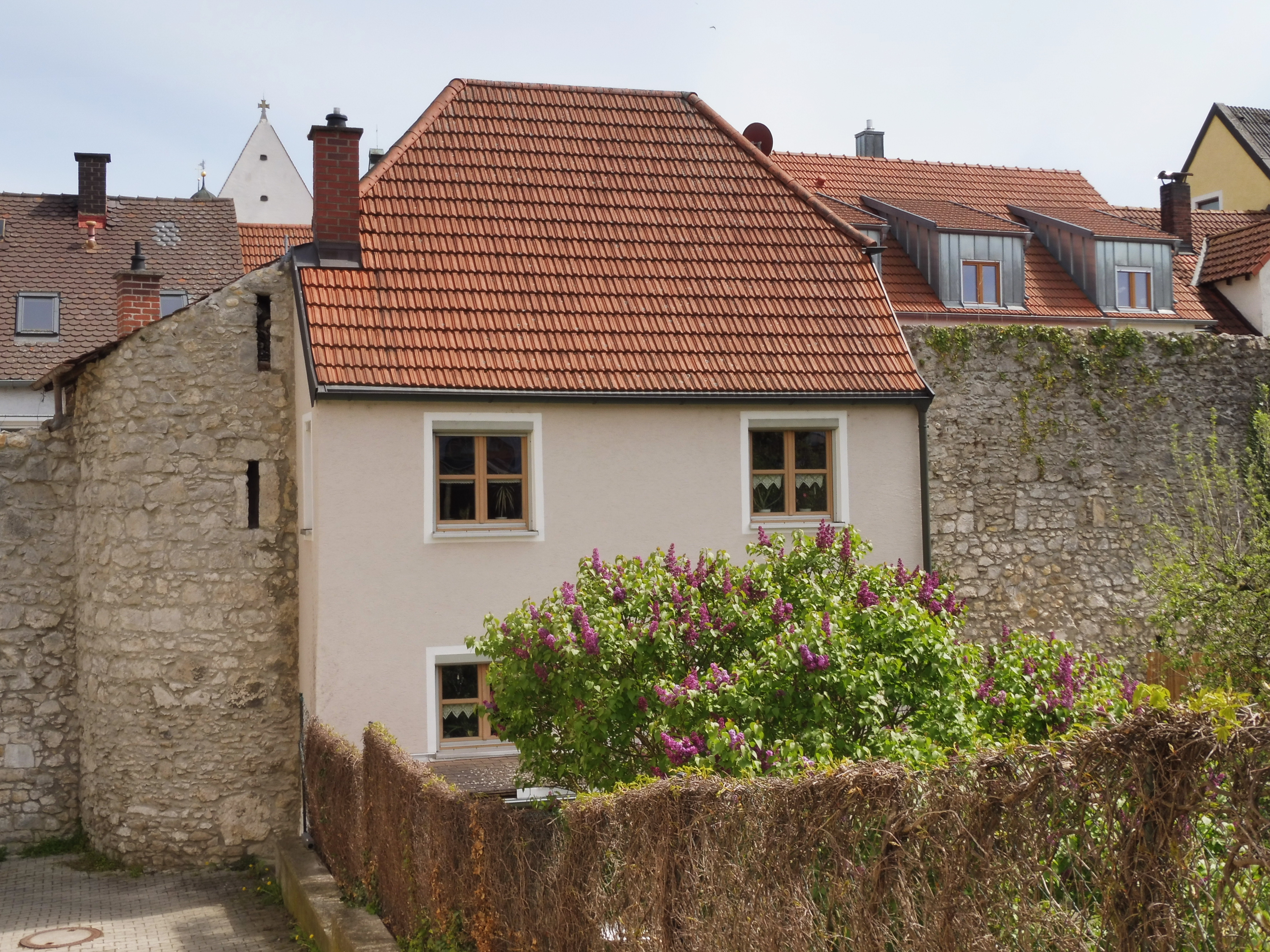
Haus in der Stadtmauer, Höhe Von-Hazzi-Str. 14
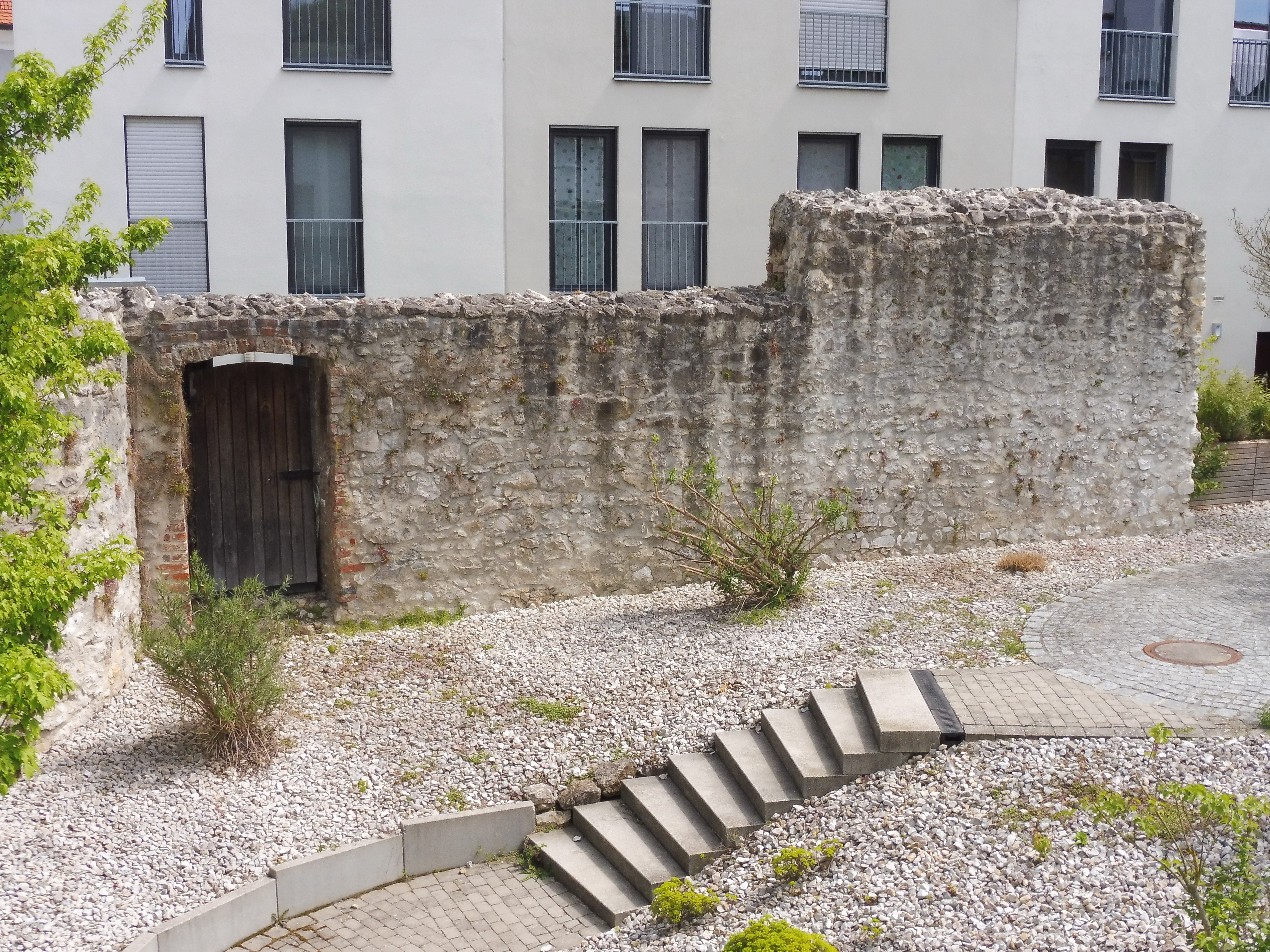
Reste der Stadtmauer Höhe Von-Hazzi-Str. 24–26
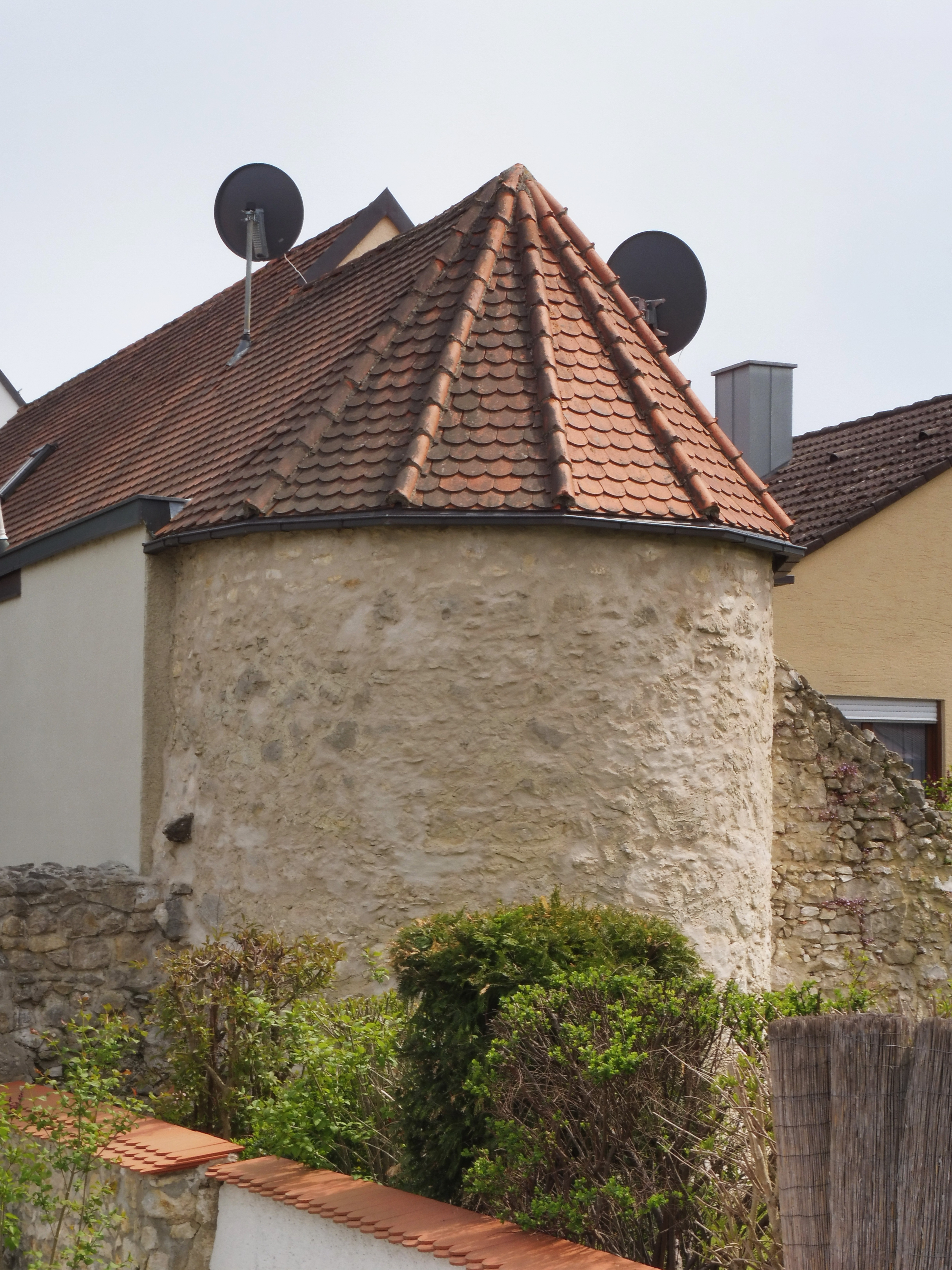
Rundturm Höhe Von-Hazzi-Str. 30
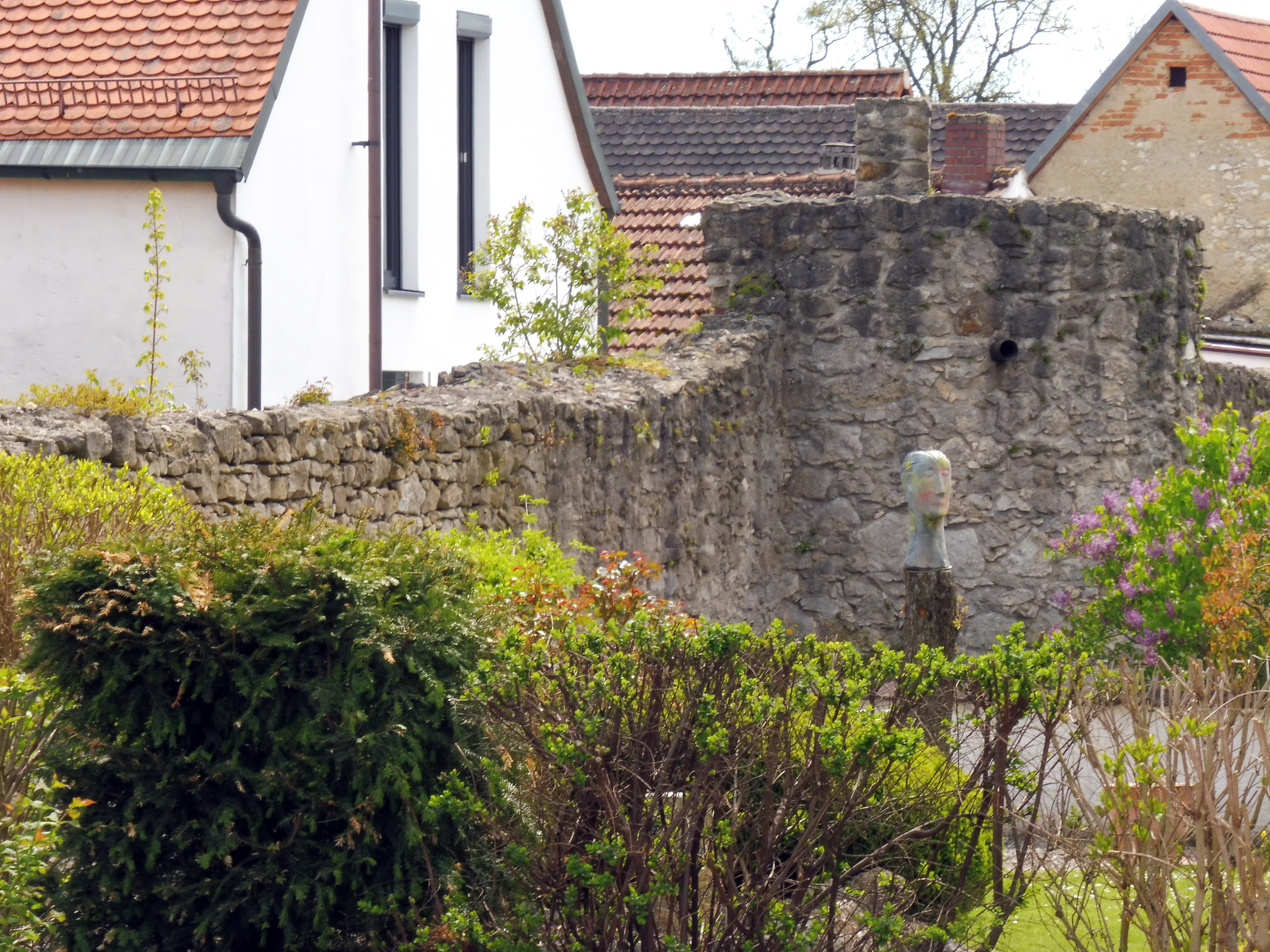
Mauerreste und Rundturm Höhe Von-Hazzi-Str. 36–38
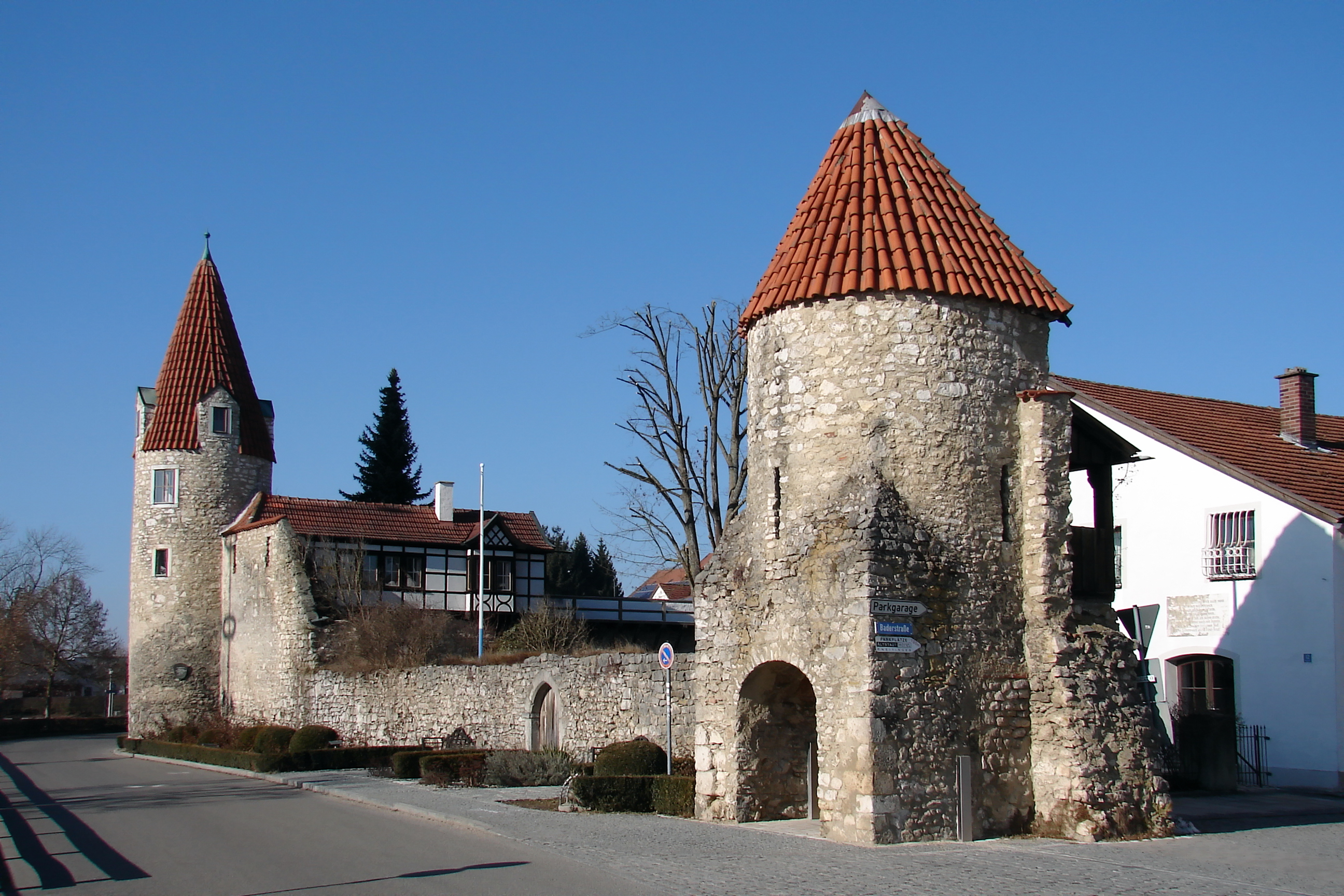
Maderturm (links)
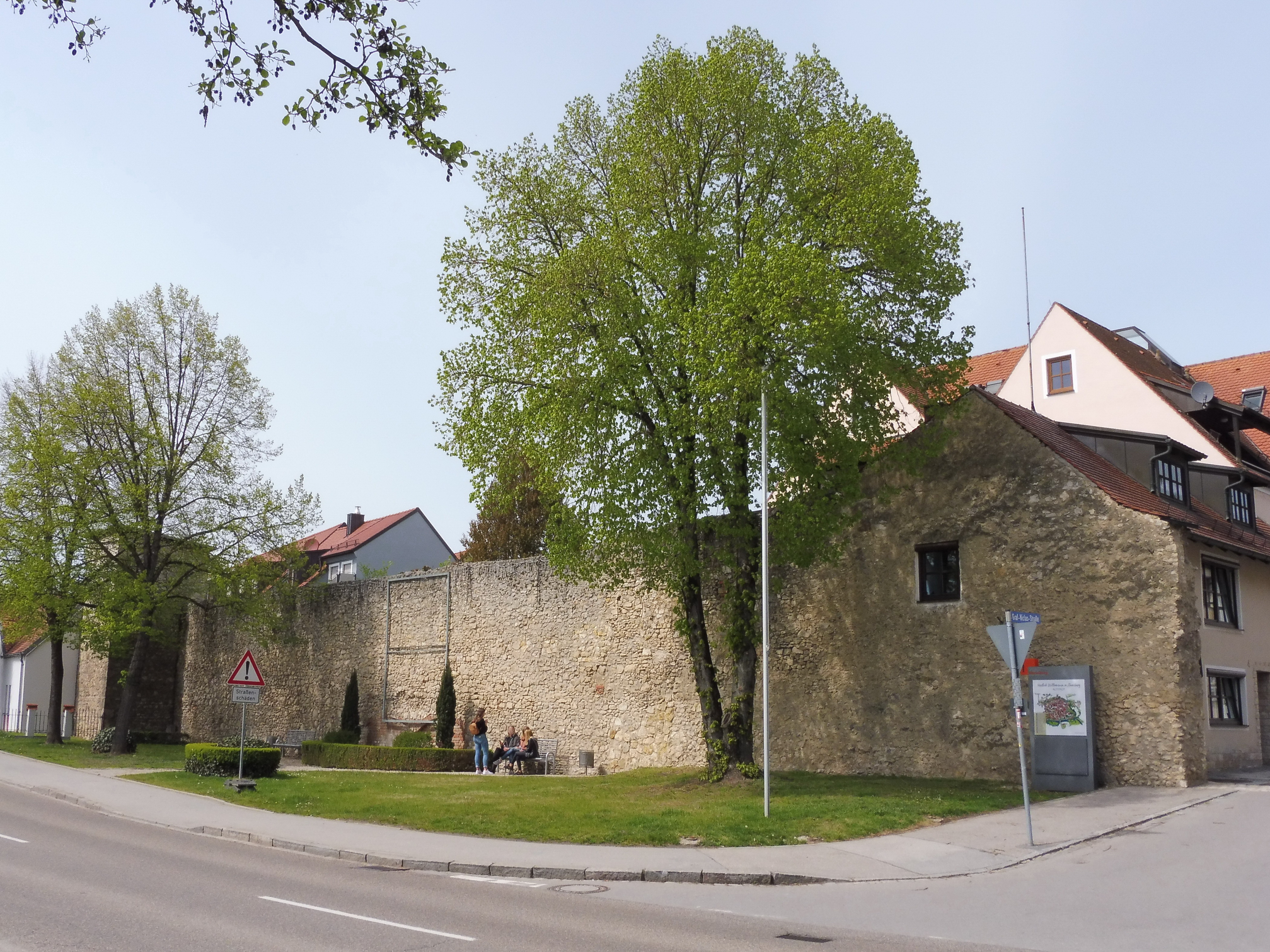
Stadtmauer zwischen Zollhäusl und Graf-Niclas-Straße
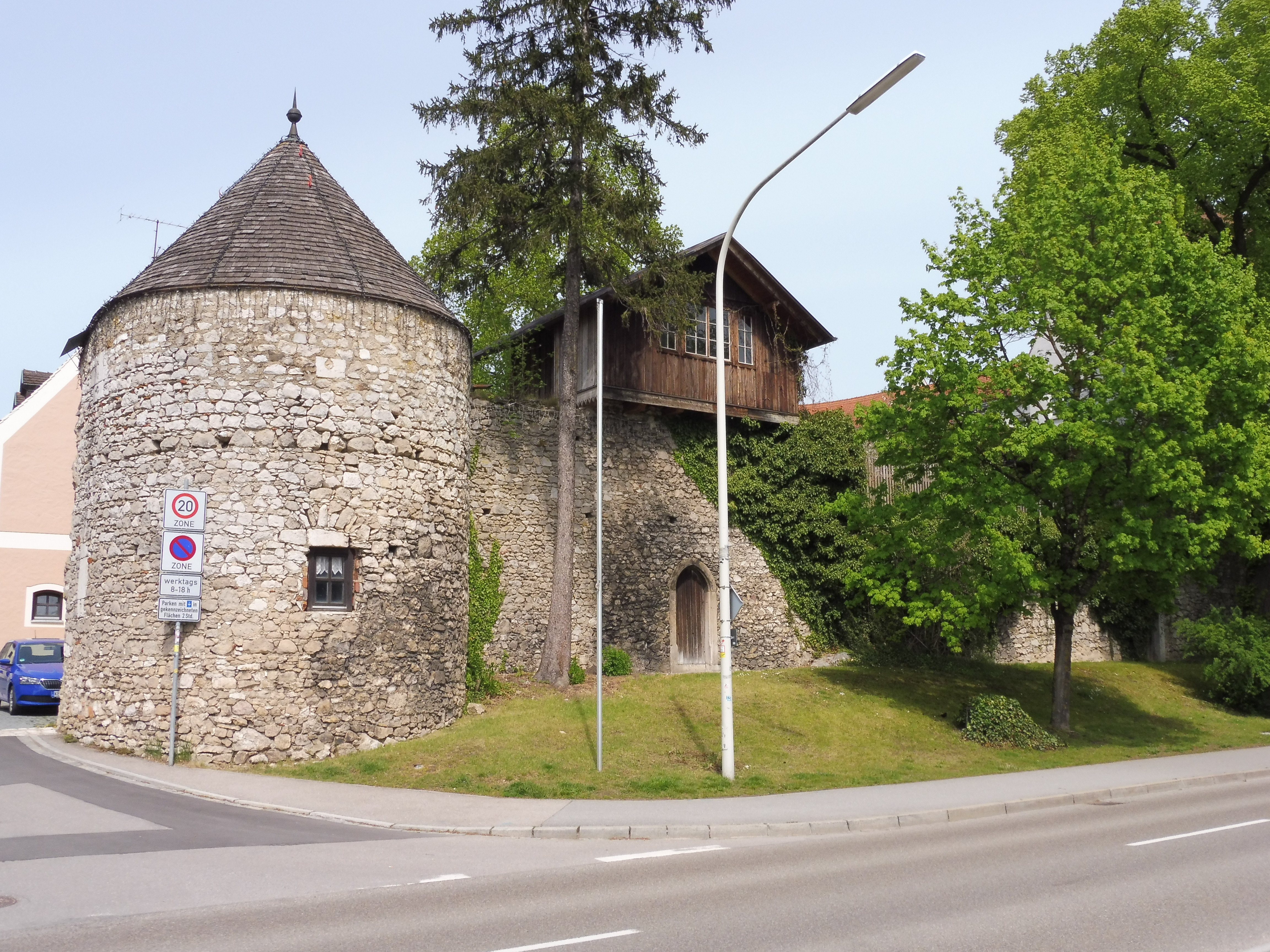
Rest der Stadtmauer mit Rundturm (Graf-Niclas-Straße 1)